# Скаржинская, Екатерина Николаевна
Екатерина Николаевна Скаржинская (в девичестве Райзер; 1852—1932) — русская помещица, меценатка, учредительница первого общедоступного частного краеведческого музея Левобережной Украины.

## Биография
Родилась 7 (19) февраля 1852 года в Лубнах Полтавской губернии в семье дворянина.
Экстерном получила гимназическое образование, затем училась на Бестужевских высших курсах в Санкт-Петербурге. Выйдя замуж за большого землевладельца и коннозаводчика, будущего генерал-майора М. Г. Скаржинского, Екатерина Николаевна стала совладельцем 4 тыс. десятин земли.
В 1874 году в своем имении в хуторе Круглик (недалеко от Лубен) учредила музей — первый общедоступный на Полтавщине (частный).
Скаржинская проводила общественную и благотворительную работу: создала в Круглике народную школу, библиотеку; организовала вечерние чтения для народа, любительский украинский театр; создала в селе сельхозартель. Скаржинскую избрали своим членом несколько научных обществ — Московское общество нумизматов; Всероссийское общество любителей природоведения, антропологии и этнографии; а почетным членом — Полтавская ученая архивная комиссия.
В 1905 году, после смерти мужа, Скаржинская выехала в Швейцарию, поселившись в Лозанне. Продолжала заниматься благотворительством, на протяжении двух лет содержала приют для российских политэмигрантов. С началом Первой мировой войны вернулась на Украину в Лубны, где провела последние годы жизни, существуя на небольшую персональную пенсию.
Умерла в июле 1932 года в хуторе Круглик (сейчас он в черте города Лубны), похоронена в Лубнах.

## Музей
Частный музей, созданный Екатериной Скаржинской в своем имении в 1874 году, стал первым общедоступным краеведческим музеем Левобережной Украины. Для него был специально построен двухэтажный флигель. В начале XX века музей насчитывал 20 тысяч экспонатов, 4 тысячи книг научной библиотеки и архивы.
Первым заведующим музея был археолог и краевед Ф. И. Каминский; после его смерти обязанности заведующего исполнял С. К. Кульжинский. Вход в музей был бесплатным; ежедневное количество посетителей достигало 300 человек (в 1900 году). При музее функционировали школа, читальня с библиотекой, лекторий.
Меценатка решила подарить свой музей Лубнам, но городская дума не признала возможным принять такой подарок. Тогда он был передан в 1906 году Естественно-историческому музею Полтавского губернского земства. Скаржинская передала музею свою научную библиотеку (почти 4000 книг) и около двадцати тысяч ценных исторических экспонатов.
Ряд художественных произведений этого музея сохраняются в настоящее время в Полтавском художественном музее, архив — в Архиве Полтавской области.

## Память
- В Лубнах одна из улиц города носит имя Екатерины Скаржинской[2].